# Pilnicznik fiołkowy
Pilnicznik fiołkowy (Limoniscus violaceus) – gatunek chrząszcza z rodziny sprężykowatych, osiągającego długość 10–12 mm, o ciele z ciemnofioletowym połyskiem, najwyraźniejszym na pokrywach.
Jeden z najrzadszych europejskich chrząszczy, relikt lasów pierwotnych, w Polsce stwierdzony tylko na dwóch stanowiskach na przełomie XIX i XX wieku – w Puszczy Białowieskiej i w rezerwacie "Bielinek" nad Odrą.
Zasiedla dziuple znajdujące się u nasady pnia żywych i zamierających drzew liściastych.

## Rozmieszczenie geograficzne
Jeden z najrzadszych europejskich chrząszczy, relikt lasów pierwotnych. Spotykany na nielicznych, rozproszonych stanowiskach na obszarze od Rumunii do Anglii i Hiszpanii. W Polsce znajdującej się prawdopodobnie na północno-wschodniej granicy jego zasięgu został stwierdzony tylko dwa razy – pod koniec XIX wieku w Puszczy Białowieskiej i w latach 20. XX wieku w rezerwacie "Bielinek" nad Odrą na Pojezierzu Pomorskim.

## Cykl rozwojowy
Pilnicznik fiołkowy związany jest z martwym drewnem. Jego cykl rozwojowy trwa około 2 lat. Kopulacja odbywa się pod koniec kwietnia lub na początku maja, po czym samice składają jaja. Wylęgłe larwy przez 15–16 miesięcy żerują w próchnie i humusie wypełniającym wraz z glebą dno przyziemnych dziupli, a następnie  w sierpniu lub wrześniu przepoczwarzają się w kolebkach poczwarkowych przygotowanych w ścianach dziupli lub w kawałkach próchna na jej dnie. Mogą też wykorzystywać chodniki innych owadów. Wylęgłe jesienią dorosłe owady przebywają w kolebkach poczwarkowych aż do wiosny.
Dorosłe chrząszcze kontynuują następnie skryty tryb życia wewnątrz będących miejscem ich rozwoju dziupli znajdujących się u nasady pnia żywych i zamierających drzew liściastych, czasem są obserwowane na pniach drzew w pobliżu.

## Środowisko i odżywianie się
Larwy oraz prawdopodobnie owady dorosłe są ksylofagami odżywiającymi się próchnem przerośniętym grzybnią, uzupełniającymi dietę drapieżnictwem i nekrofagią. Gatunkami żywicielskimi są drzewa liściaste – buk, dąb i jesion, jak również lipa i klon. Widywano owady dorosłe żerujące też na kwiatach głogu.

## Zagrożenia
Zagrożeniem dla tego gatunku jest zanik i przekształcenia odpowiednich dla niego siedlisk, zwłaszcza prawdopodobnie lasów o starym liściastym, rozrzedzonym drzewostanie. Zacienienie przez okap drzew obniża temperaturę próchna i spowalnia rozwój larw tego chrząszcza.

## Ochrona i uznanie za gatunek zagrożony
Pilnicznik fiołkowy jest:
- objęty częściową ochroną gatunkową w Polsce[4][5]
- wymieniony w załączniku II dyrektywy siedliskowej Unii Europejskiej, w którym są wykazane gatunki wymagające tworzenia obszarów ochronnych[6]
- wpisany na Czerwoną listę gatunków zagrożonych IUCN ze statusem EN (gatunek zagrożony), z informacją, że jest regionalnie wymarły w Polsce i Danii[3]
- wpisany do  Polskiej czerwonej księgi zwierząt. Bezkręgowce ze statusem CR (krytycznie zagrożony)[2]
- wpisany na Czerwoną listę zwierząt ginących i zagrożonych w Polsce[1]